# 19454 Henrymarr
19454 Henrymarr è un asteroide della fascia principale. Scoperto nel 1998, presenta un'orbita caratterizzata da un semiasse maggiore pari a 2,3538798 UA e da un'eccentricità di 0,1304519, inclinata di 7,13215° rispetto all'eclittica.